# Héctor Ferraro
Héctor Esteban Ferraro (Buenos Aires, Argentina, 1910 - ibídem, 24 de octubre de 1954) fue un joven actor que incursionó en el cine argentino del siglo XX.

## Carrera
Ferraro fue un actor secundario fílmico argentino que se destacó junto a colosas figuras de la época dorada cinematográfica como Mario Soffici, María Esther Buschiazzo, Juan Bono,  Graciela Lecube, Perla Mux, Lea Conti, Julio Martel, Choly Mur, Miguel Gómez Bao, Pedro Maratea,  Arturo Podestá, José Olarra, Inés Edmonson, Julio Renato, entre otros.
Inició su carrera a mediado de los '30 en teatro y falleció repentinamente en 1954. El 30 de mayo de 1955 se hizo la La Revista de los Ases, una función extraordinaria en su homenaje conjuntamente y en colaboración con los teatros El Nacional y Maipo.

### Filmografía
- 1938: Kilómetro 111
- 1938: Puerta cerrada
- 1938: El viejo doctor
- 1940: Con el dedo en el gatillo
- 1941: El mozo número 13
- 1949: El ídolo del tango
- 1950: El cielo en las manos
- 1954: Somos todos inquilinos[4]

### Radio
En la década del '40 personificó a "El rojo de Avellaneda", en el programa Gran Pensión El Campeonato, creación de Tito Martínez del Box, junto con Antonia Volpe, Félix Mutarelli, Tino Tori, Roberto Fugazot, Zelmar Gueñol y Marianito Bauzá.
Ferraro fue un actor exclusivo de Radio Belgrano donde actuó junto a actrices radiofónicas como Adriana Alcock, Ibis Blasco, Malisa Zini, y Sabina Olmos, y a actores como Francisco Charmiello, Héctor Calcaño, Juan Carlos Thorry y Fernando Ochoa.
También trabajó  en Radio Splendid en 1945 junto con los actores Miguel de Molina, Carlos Castro "Castrito", Agustín Barrios, Oscar Villa y Cayetano Biondo.

### Televisión
En televisión hizo la ficción Crisol de danzas y leyendas, con la dirección de Luis Alberto Negro, y junto con Beatriz Taibo, Enrique Borrás, Claudio Rodríguez Leiva,  el ballet de Celia Queiró, Gloria Faluggi y Pina Castro.

### Teatro
- Intermezzo en el Circo (1943), estrenada en el Teatro Politeama. Con Diana Montes, Susy Del Carril, María Esther Duckse, Pablo Palitos, Totón Podestá, Narciso Ibáñez Menta, Roberto García Ramos, Emilio de Grey, Chela de los Ríos, Cayetano Biondo y Alberto Arocena.
- Gran Colmao el Tronao (1944), estrenado en el Teatro El Nacional, con José Ramírez, Lydia Campos, Rosita Contreras, Vicente Climent y Roberto García Ramos.
- La canción de los barrios (1946), junto con Virginia Luque, María Esther Gamas, Héctor Calcaño, Lalo Maura y Ramón Garay y Enrique Lucero.[8]
- Malena luce sus pistolas (1947), junto a Alberto Castillo, Tita Merello, Pedro Quartucci, Blanquita Amaro, Diana Belmont y Rodolfo Díaz Soler. Un saínete lírico de la revista de Carlos A. Petit, estrenada en el Teatro Casino.
- Canciones del mundo (1948), estrenada en el Teatro Casino, con la Compañía Argentina de Revistas Musicales Pepe Arias, junto a Niní Marshall, Diana Montes, Sara Antúnez, Renata Fronzi y Víctor Martucci.
- Doña Prudencia Tormenta, Esposa, Mártir y Sargenta (1951), junto con los actores Gregorio Cicarelli y Pepita Muñoz, estrenada en el Teatro Astral.[9]